# Diplocephalus
Diplocephalus este un gen de păianjeni din familia Linyphiidae.

## Specii[1]
- Diplocephalus algericus
- Diplocephalus alpinus
- Diplocephalus altimontanus
- Diplocephalus arnoi
- Diplocephalus arvernus
- Diplocephalus barbiger
- Diplocephalus bicephalus
- Diplocephalus bicurvatus
- Diplocephalus bifurcatus
- Diplocephalus caecus
- Diplocephalus caucasicus
- Diplocephalus connatus
- Diplocephalus crassilobus
- Diplocephalus cristatus
- Diplocephalus culminicola
- Diplocephalus dentatus
- Diplocephalus foraminifer
- Diplocephalus graecus
- Diplocephalus gravidus
- Diplocephalus helleri
- Diplocephalus hispidulus
- Diplocephalus hungaricus
- Diplocephalus lancearius
- Diplocephalus latifrons
- Diplocephalus longicarpus
- Diplocephalus lusiscus
- Diplocephalus marusiki
- Diplocephalus mirabilis
- Diplocephalus montaneus
- Diplocephalus montanus
- Diplocephalus mystacinus
- Diplocephalus pavesii
- Diplocephalus permixtus
- Diplocephalus picinus
- Diplocephalus procer
- Diplocephalus protuberans
- Diplocephalus pseudocrassilobus
- Diplocephalus pullinus
- Diplocephalus rectilobus
- Diplocephalus rostratus
- Diplocephalus semiglobosus
- Diplocephalus sphagnicola
- Diplocephalus subrostratus
- Diplocephalus tiberinus
- Diplocephalus transcaucasicus
- Diplocephalus turcicus
- Diplocephalus uliginosus